# Kothamangalam
Kothamangalam (malabar: കോതമംഗലം) es una ciudad del estado indio de Kerala perteneciente al distrito de Ernakulam.
En 2011, el municipio que formaba la ciudad tenía una población de 38 837 habitantes, siendo sede de un taluk con una población total de 238 403 habitantes.
La localidad tiene más de dos mil años de historia y fue una localidad importante durante la Dinastía Chera. Es una localidad importante para los cristianos de Kerala, pues aquí falleció y está enterrado Baselios Yeldo, santo del siglo XVII. La localidad adoptó estatus de municipio en 1978. Actualmente es conocida por ser uno de los principales lugares de entrada al parque nacional de Mathikettan Shola.
Se ubica unos 40 km al este de Cochín, sobre la carretera 85 que lleva a Madurai.